# عرب النفيعات (حيفا)
عرب النفيعات إحدى قرى فلسطين المهجرة بعد حرب 1948. كانت القرية تنتشر على رقعة مستوية من الأرض في الطرف الجنوبي الغربي من قضاء حيفا. وكانت حدودها الشمالية تبعد نحو 2,5 كيلومتر إلى الجنوب من وادي المفجر، وحدودها الجنوبية تبعد نحو كيلومتر إلى الشمال من وادي الإسكندرونة. وكان في القرية بركتان صغيرتان: كبراهما وهي بركة عطا، تقع في الجزء الجنوبي الشرقي من أراضي القرية، بينما تقع الوسطى. وكانت منازل القرية مبنية، في معظمها بالطين والحجارة. وكان اقتصاد القرية يعتمد في الأغلب على تربية الحيوانات وعلى الزراعة. وكان أهم محاصيلها الحبوب والحمضيات. في 1944\1945, كان سكانها يزرعون 176 دونما من الأراضي المشاع حمضيات كما كانت أراضي القرية تحوي عددا من المواقع الأثرية والخرب.
أراضي النفيعات سهلية متموجة، يبلغ أقصى ارتفاع فيها نحو 33 متر فوق سطح البحر عند تل الشيخ زراق الواقع قرب الشاطئ في القسم الجنوبي من أراضيهم. وتغطي الرمال والكثبان الرملية المناطق الشمالية، والمنطقة المُحاذية للشاطئ، والطرفين الجنوبي الشرقي والجنوبي الغربي. وتوجد في أراضيهم بركتا ماء، الكبرى تسمى بركة عطا وتقع في الطرف الجنوبي الشرقي، على بُعد نحو 2.5 كم عن الشاطئ، والثانية بركة السناخية في القسم الأوسط على بعد كيلومتر واحد من الشاطئ.
بلغت مساحة أراضي عرب النفيعات 8.937 دونماً في عام 1945، تملك اليهود منها 7.466 دونماً.
كان عدد أفراد عرب النفيعات 336 نسمة في عام 1922، يقيمون في مساكن وأكواخ ثابتة موزعة. وفي تعداد 1931 ضموا إلى سكان الخضيرة ، وارتفع عددهم إلى 820 نسمة في عام 1948.

## احتلال القرية وتطهيرها عرقيا
هجَّر الهاغاناه سكان القرية في 10 نيسان 1948. ولقد دمرت القرية في أواخر أيار 1948.

## القرية اليوم
لم يبق منها سوى شجرة توت قديمة ومنزل وحيد تسكنه عائلة عربية. وقد أقام الجيش الإسرائيلي معسكرا تغطي مساحته منطقة كبيرة قرب الموقع. أما ما تبقى من الأراضي المجاورة فمزروع بطيخا وشعيرا. وينمو بعض أشجار التوت والكينا قرب الموقع.

## المغتصبات الصهيونية على أرض القرية
في سنة 1945 أقيمت مستعمرة مخمورت على أراضي القرية، وهي إلى الجنوب من الموقع.

## وصلات خارجية
- موقع فلسطين في الذاكرة